# Vincent Grass
Vincent Grass (Bruxelles, 9 gennaio 1949) è un attore belga.

## Biografia
Attore dal 1973, è noto per aver interpretato il dottor Cornelius nel film Le cronache di Narnia - Il principe Caspian (2008).

## Filmografia parziale
- Lady Oscar, regia di Jacques Demy (1979)
- Enigma - Il codice dell'assassino (Enigma), regia di Jeannot Szwarc (1982)
- Un prete da uccidere (To Kill a Priest), regia di Agnieszka Holland (1988)
- Uranus, regia di Claude Berri (1990)
- Il sosia (Grosse fatigue), regia di Michel Blanc (1994)
- Les Amoureux, regia di Catherine Corsini (1994)
- La mia vita in rosa (Ma vie en rose), regia di Alain Berliner (1997)
- Vatel, regia di Roland Joffé (2000)
- Le roi danse, regia di Gérard Corbiau (2000)
- L'impero dei lupi (L'Empire des loups), regia di Chris Nahon (2005)
- Le cronache di Narnia - Il principe Caspian (The Chronicles of Narnia: Prince Caspian), regia di Andrew Adamson (2008)
- Una diga sul Pacifico (Un barrage contre le Pacifique), regia di Rithy Panh (2008)
- Van Gogh - Sulla soglia dell'eternità (At Eternity's Gate), regia di Julian Schnabel (2018)
- L'ufficiale e la spia (J'accuse), regia di Roman Polański (2019)